# Campachipteria heintoogensis
Campachipteria heintoogensis är en kvalsterart som först beskrevs av Nevin 1979.  Campachipteria heintoogensis ingår i släktet Campachipteria och familjen Achipteriidae. Inga underarter finns listade.